# 211 (tal)
211 är det naturliga talet som följer 210 och som följs av 212.

## Inom vetenskapen
- 211 Isolda, en asteroid

## Inom matematiken
- 211 är ett udda tal.
- 211 är ett primtal.
- 211 är ett centrerat dekagontal
- Produkten av dess siffror är ett primtal (2). Summan av dess siffror är en kvadrat (4). Summan av vilka som helst två siffror av den är ett primtal (2 eller 3).